# París-Niza 1999
La París-Niza 1999, fue la edición número 57 de la carrera, que estuvo compuesta de siete etapas y un prólogo del 7 al 14 de marzo de 1999. Los ciclistas completaron un recorrido de 1.216 km con salida en Boulogne-Billancourt y llegada a Niza, en Francia. La carrera fue vencida por el holandés Michael Boogerd, que fue acompañado en el podio por el suizo Markus Zberg y el colombiano Santiago Botero.

## Etapas
| Etapa | Fecha       | Recorrido                        | km       | Ganador             | Líder           |
| ----- | ----------- | -------------------------------- | -------- | ------------------- | --------------- |
| Prol. | 7 de marzo  | Boulogne-Billancourt-París (CRI) | 9 km     | Chris Boardman      | Chris Boardman  |
| 1.ª   | 8 de marzo  | Nangis-Sens                      | 184.7 km | Andrei Tchmil       | Andrei Tchmil   |
| 2.ª   | 9 de marzo  | Sens-Nevers                      | 214 km   | Jaan Kirsipuu       | Stuart O'Grady  |
| 3.ª   | 10 de marzo | Nevers-Vichy                     | 204.8 km | Laurent Roux        | Stuart O'Grady  |
| 4.ª   | 11 de marzo | Cusset-Firminy                   | 187 km   | Santiago Botero     | Michael Boogerd |
| 5.ª   | 12 de marzo | Romans-Sisteron                  | 211 km   | Jacky Durand        | Michael Boogerd |
| 6.ª   | 13 de marzo | Sisteron-Valberg                 | 198.7 km | Frank Vandenbroucke | Michael Boogerd |
| 7.ª   | 14 de marzo | Niza-Niza                        | 157.1 km | Tom Steels          | Michael Boogerd |

### Prólogo
7-03-1999. Boulogne-Billancourt-París, 9 km. (CRI)
|   | Ciclista            | Equipo                           | Tiempo  |
| - | ------------------- | -------------------------------- | ------- |
| 1 | Chris Boardman      | Crédit Agricole                  | 10' 21" |
| 2 | Stuart O'Grady      | Crédit Agricole                  | + 2"    |
| 3 | Frank Vandenbroucke | Cofidis, le Crédit par Teléphone | + 6"    |

### 1.ª etapa
8-03-1999. Nangis-Sens, 184.7 km.
|   | Ciclista      | Equipo         | Tiempo     |
| - | ------------- | -------------- | ---------- |
| 1 | Andrei Tchmil | Lotto-Mobistar | 4h 42' 24" |
| 2 | Markus Zberg  | Rabobank       | m. t.      |
| 3 | Leon van Bon  | Rabobank       | m. t.      |

### 2.ª etapa
9-03-1999. Sens-Nevers 214 km.
|   | Ciclista        | Equipo          | Tiempo     |
| - | --------------- | --------------- | ---------- |
| 1 | Jaan Kirsipuu   | Casino-Ag2r     | 5h 45' 23" |
| 2 | Stéphane Barthe | Casino-Ag2r     | m. t.      |
| 3 | Henk Vogels     | Crédit Agricole | m. t.      |

### 3.ª etapa
10-03-1999. Nevers-Vichy 204.8 km.
|   | Ciclista        | Equipo                | Tiempo     |
| - | --------------- | --------------------- | ---------- |
| 1 | Laurent Roux    | Casino-Ag2r           | 5h 04' 46" |
| 2 | Jo Planckaert   | Lotto-Mobistar        | + 8"       |
| 3 | Stéphane Heulot | La Française des Jeux | m. t.      |

### 4.ª etapa
11-03-1999. Cusset-Firminy, 187 km.
|   | Ciclista        | Equipo             | Tiempo     |
| - | --------------- | ------------------ | ---------- |
| 1 | Santiago Botero | Kelme-Costa Blanca | 4h 43' 58" |
| 2 | Michael Boogerd | Rabobank           | m. t.      |
| 3 | Marc Wauters    | Rabobank           | + 29"      |

### 5.ª etapa
12-03-1999. Romans-Sisteron, 211 km.
|   | Ciclista     | Equipo                         | Tiempo     |
| - | ------------ | ------------------------------ | ---------- |
| 1 | Jacky Durand | Lotto-Mobistar                 | 6h 19' 20" |
| 2 | Lauri Aus    | Casino-Ag2r                    | + 38"      |
| 3 | Guido Trenti | Cantina Tollo-Alexia Alluminio | m. t.      |

### 6.ª etapa
13-03-1999. Sisteron-Valberg, 198.7 km.
|   | Ciclista            | Equipo                              | Tiempo     |
| - | ------------------- | ----------------------------------- | ---------- |
| 1 | Frank Vandenbroucke | Cofidis, le Crédit par Téléphone    | 5h 10' 03" |
| 2 | Richard Virenque    | Team Polti                          | m. t.      |
| 3 | Dario Frigo         | Saeco Macchine per Caffé-Cannondale | m. t.      |

### 7.ª etapa
14-03-1999. Niza-Niza, 157.1 km.
Arribada situada al Passeig dels Anglesos.
|   | Ciclista        | Equipo                              | Tiempo     |
| - | --------------- | ----------------------------------- | ---------- |
| 1 | Tom Steels      | Mapei-Quick Step                    | 4h 06' 41" |
| 2 | Harald Morscher | Saeco Macchine per Caffé-Cannondale | m. t.      |
| 3 | Glenn Magnusson | US Postal Service                   | m. t.      |

## Clasificaciones finales

### Clasificación general
| Pos. | Ciclista            | Equipo                              | Tiempo      |
| ---- | ------------------- | ----------------------------------- | ----------- |
|      | Michael Boogerd     | Rabobank                            | 36h 04' 13" |
| 2    | Markus Zberg        | Rabobank                            | + 57"       |
| 3    | Santiago Botero     | Kelme-Costa Blanca                  | + 1' 38"    |
| 4    | Frank Vandenbroucke | Cofidis, le Crédit par Téléphone    | + 2' 10"    |
| 5    | Marc Wauters        | Rabobank                            | + 2' 13"    |
| 6    | Maarten den Bakker  | Rabobank                            | + 2' 14"    |
| 7    | Dario Frigo         | Saeco Macchine per Caffé-Cannondale | + 2' 30"    |
| 8    | Wladimir Belli      | Festina-Lotus                       | + 2' 32"    |
| 9    | Jens Voigt          | Crédit Agricole                     | + 2' 37"    |
| 10   | Geert Verheyen      | Lotto-Mobistar                      | + 2' 58"    |